# Dapčevićki Brđani
Dapčevićki Brđani falu Horvátországban Belovár-Bilogora megyében. Közigazgatásilag Grobosinchoz tartozik.

## Fekvése
Belovártól légvonalban 38, közúton 45 km-re délkeletre, Verőcétől légvonalban 16, közúton 20 km-re délnyugatra, községközpontjától légvonalban 9, közúton 10 km-re keletre a Bilo-hegység délnyugati oldalán, a Dapčevica-patak fölé emelkedő hegyen fekszik. 

## Története
Dapčevićki Brđani csak 1948 óta számít ön álló településnek. Azelőtt Velika Dapčevica nyugati határrészét képezte és már a 18. században állt itt néhány ház. A II. világháború után a település a szocialista Jugoszláviához tartozott. 1991-től a független Horvátország része. 1991-ben lakosságának 92%-a szerb nemzetiségű volt. A délszláv háború kirobbanása után szerb szabadcsapatok ellenőrizték. 1991. november 2-án az Otkos 10 hadművelet harmadik napján foglalta vissza a horvát hadsereg. 2011-ben 50 lakosa volt. 

## Lakossága
| Lakosság változása | Lakosság változása | Lakosság változása | Lakosság változása | Lakosság változása | Lakosság változása | Lakosság változása | Lakosság változása | Lakosság változása | Lakosság változása | Lakosság változása | Lakosság változása | Lakosság változása | Lakosság változása | Lakosság változása | Lakosság változása |
| ------------------ | ------------------ | ------------------ | ------------------ | ------------------ | ------------------ | ------------------ | ------------------ | ------------------ | ------------------ | ------------------ | ------------------ | ------------------ | ------------------ | ------------------ | ------------------ |
| 1857               | 1869               | 1880               | 1890               | 1900               | 1910               | 1921               | 1931               | 1948               | 1953               | 1961               | 1971               | 1981               | 1991               | 2001               | 2011               |
| 0                  | 0                  | 0                  | 0                  | 0                  | 0                  | 0                  | 0                  | 152                | 172                | 160                | 127                | 127                | 110                | 107                | 50                 |